# Noord-Limburg (Nederland)
Noord-Limburg is het noordelijke gedeelte van de Nederlandse provincie Limburg. De zuidelijke grens met Midden-Limburg omvat de gemeenten Peel en Maas op de linker Maasoever en op de rechter Maasoever Beesel. De noordelijkste gemeenten Mook en Middelaar en Gennep grenzen aan Gelderland. Het hele gebied telt volgens cijfers van het CBS (1 maart 2020) 282.867 inwoners. Noord-Limburg komt niet overeen met de veiligheidsregio en GGD-regio Limburg-Noord, die ook Midden-Limburg bevatten.
Noord-Limburg is een voornamelijk agrarisch gebied met naast landbouw en veeteelt (zoals varkens en kippen) ook tuinbouw met als voornaamste producten vooral glastuinbouw (paprika, tomaten, snijbloemen etc.) maar ook asperges en champignons. Daarnaast is er ook vrij veel boomteelt met vooral rozen en andere tuinplanten. In de diverse bos en natuurgebieden liggen enkele recreatieparken zoals in America, in Sevenum en Arcen. Bekende attracties zijn onder andere het pretpark Toverland en de Kasteeltuinen Arcen. De belangrijkste gemeenten zijn Venray en Venlo waar omheen de meeste industriegebieden zijn geconcentreerd met als bekendste bedrijven Océ, Scheuten Groep en veiling ZON. Verder zijn er vooral logistieke bedrijven in de beide regio's gevestigd. 
Ook zijn hier de regionale voorzieningen, zoals ziekenhuizen en culturele centra, geconcentreerd. De vijf grootste kernen in de regio zijn Venlo, Venray, Blerick, Tegelen en Horst. Door gemeentelijke herindelingen is het aantal gemeenten afgenomen tot acht gemeenten:
| - Beesel - Bergen - Gennep - Horst aan de Maas |  | - Mook en Middelaar - Peel en Maas - Venlo - Venray |

## Statistiek

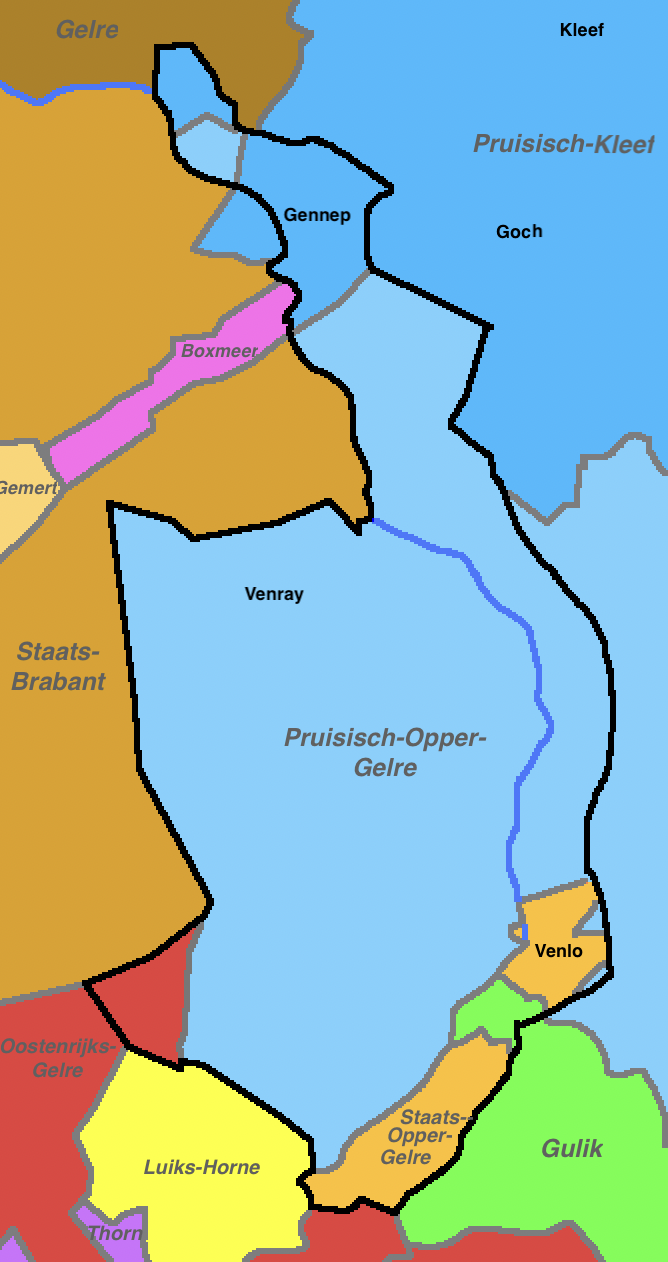
Noord-Limburg omstreeks 1716

Ten behoeve van de statistiek in Nederland en Europa is Noord-Limburg ook ingedeeld als COROP-gebied (nummer 38), wat gelijk is aan het Europese NUTS 3-gebied.
| Aangrenzende regio's    | Aangrenzende regio's | Aangrenzende regio's | Aangrenzende regio's | Aangrenzende regio's |
| ----------------------- | -------------------- | -------------------- | -------------------- | -------------------- |
| Noordoost-Noord-Brabant |                      | Arnhem-Nijmegen      |                      |                      |
|                         |                      |                      |                      | Kreis Kleve (DE)     |
| Zuidoost-Noord-Brabant  |                      |                      |                      |                      |
|                         | Kreis Viersen (DE)   |                      |                      |                      |
|                         |                      | Midden-Limburg       |                      |                      |

## Gemeenten
| Gemeente          | Kernen | Voorgaande gemeente(n) (2010) |
| ----------------- | --- | ----------------------------- |
| Mook en Middelaar | Molenhoek, Mook, Middelaar, Plasmolen | -                             |
| Gennep            | Gennep, Milsbeek, Heijen, Ottersum, Ven-Zelderheide | -                             |
| Bergen            | Bergen, Well, Afferden, Siebengewald, Wellerlooi | -                             |
| Venray            | Venray, Oostrum, Ysselsteyn, Leunen, Oirlo, Merselo, Castenray, Veulen, Heide, Vredepeel, Smakt Wanssum, Blitterswijck, Geijsteren                                       | -                             |
| Venray            | Venray, Oostrum, Ysselsteyn, Leunen, Oirlo, Merselo, Castenray, Veulen, Heide, Vredepeel, Smakt Wanssum, Blitterswijck, Geijsteren                                       | Meerlo-Wanssum (2010)         |
| Horst aan de Maas | Meerlo, Tienray, Swolgen Horst, Grubbenvorst, Melderslo, America, Lottum, Hegelsom, Meterik, Broekhuizenvorst, Broekhuizen, Griendtsveen Sevenum, Kronenberg, Evertsoord | Meerlo-Wanssum (2010)         |
| Horst aan de Maas | Meerlo, Tienray, Swolgen Horst, Grubbenvorst, Melderslo, America, Lottum, Hegelsom, Meterik, Broekhuizenvorst, Broekhuizen, Griendtsveen Sevenum, Kronenberg, Evertsoord | -                             |
| Horst aan de Maas | Meerlo, Tienray, Swolgen Horst, Grubbenvorst, Melderslo, America, Lottum, Hegelsom, Meterik, Broekhuizenvorst, Broekhuizen, Griendtsveen Sevenum, Kronenberg, Evertsoord | Sevenum (2010)                |
| Venlo             | Velden, Arcen, Lomm Venlo, Tegelen, Belfeld, Steyl | Arcen en Velden (2010)        |
| Venlo             | Velden, Arcen, Lomm Venlo, Tegelen, Belfeld, Steyl | -                             |
| Peel en Maas      | Maasbree, Baarlo Panningen, Helden, Beringe, Grashoek, Egchel, Koningslust Meijel Kessel, Kessel-Eik                                                                     | Maasbree (2010)               |
| Peel en Maas      | Maasbree, Baarlo Panningen, Helden, Beringe, Grashoek, Egchel, Koningslust Meijel Kessel, Kessel-Eik                                                                     | Helden (2010)                 |
| Peel en Maas      | Maasbree, Baarlo Panningen, Helden, Beringe, Grashoek, Egchel, Koningslust Meijel Kessel, Kessel-Eik                                                                     | Meijel (2010)                 |
| Peel en Maas      | Maasbree, Baarlo Panningen, Helden, Beringe, Grashoek, Egchel, Koningslust Meijel Kessel, Kessel-Eik                                                                     | Kessel (2010)                 |
| Beesel            | Reuver, Offenbeek, Beesel | -                             |